# 細菌纖維素

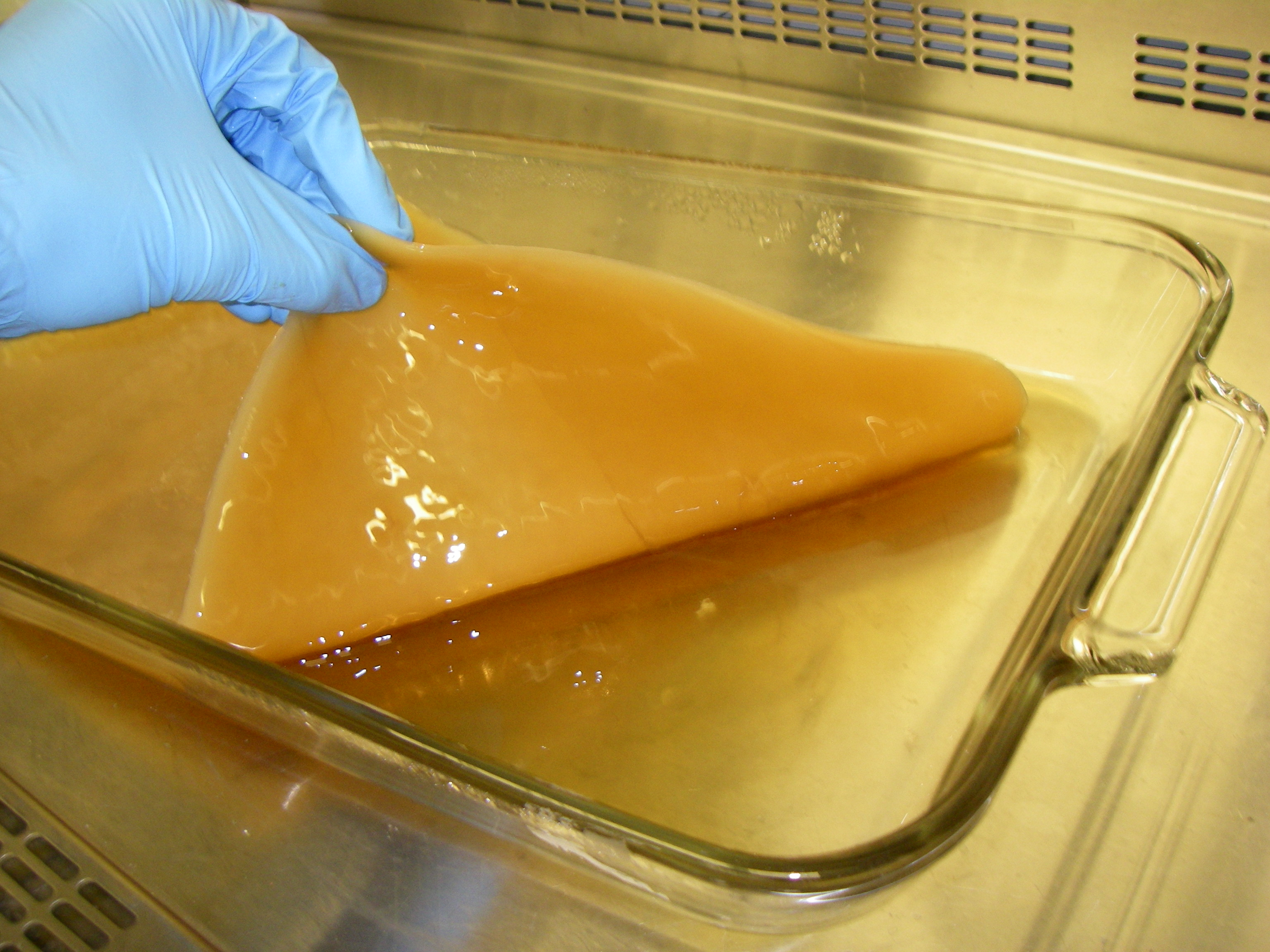
從培養基上取下，一片濕的細菌纖維素薄膜

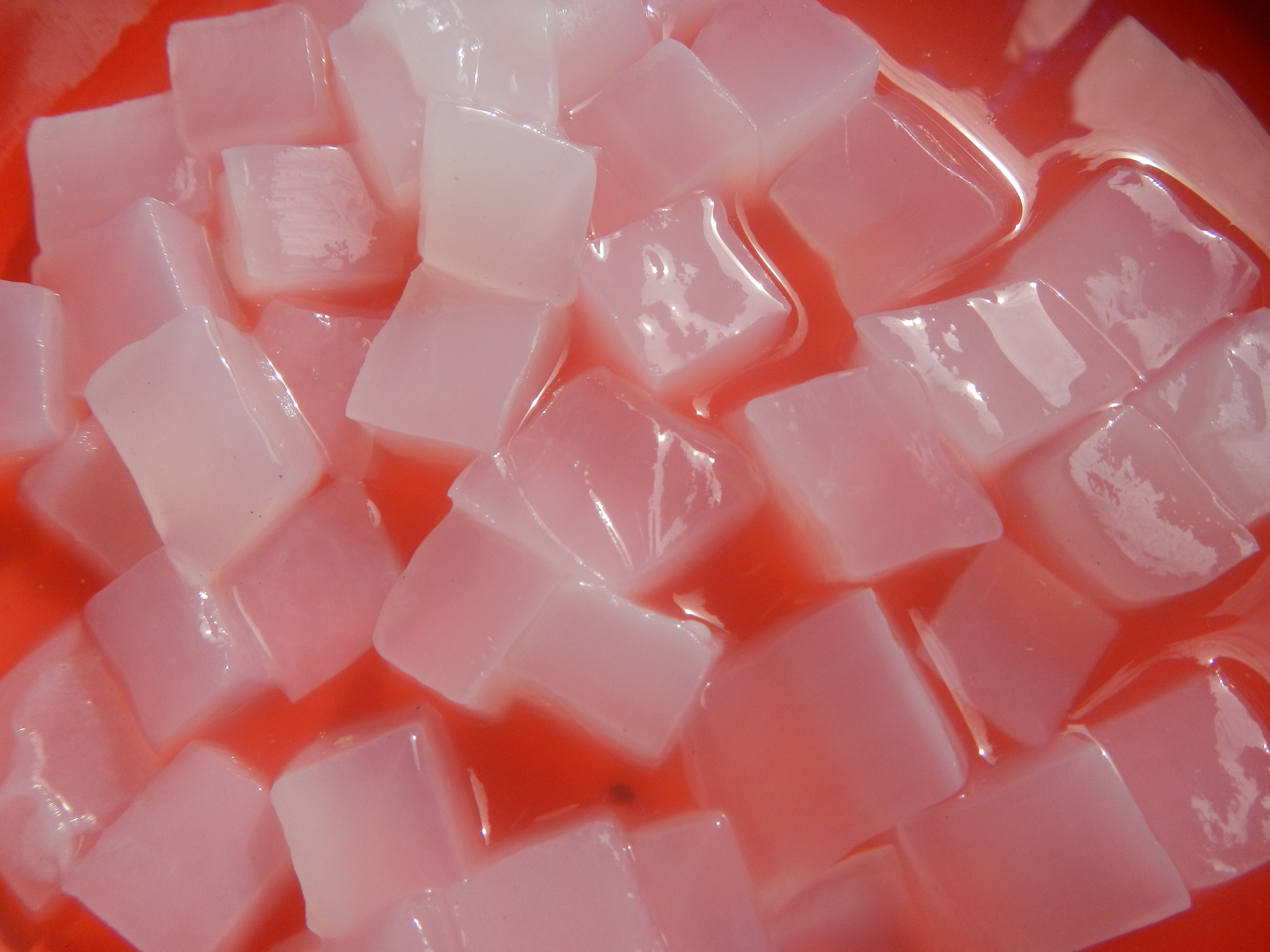
椰果是傳統的菲律宾食品，是由椰子水用木質醋酸菌發酵後所得

細菌纖維素（英語：Bacterial cellulose）也稱為生物纖維素或生技纖維素，是由特定细菌所產生，化學式為(C
6H
10O
5)
n的纖維素。纖維素是大部份植物支持自身的材料，不過一些細菌也會產生纖維素，特別是驹形杆菌属、醋杆菌属、八叠球菌属及农杆菌属的細菌。細菌纖維素和一般的植物纖維素有不同的特性，細菌纖維素的特性包括高純度、強度、摺疊性，以及其較強的保水力。大多數的細菌在其自然棲息環境下，會合成細胞外的多糖（像是纖維素）來形成細胞外的保護層。細菌纖維素是自然產生的，不過目前正研究許多方法，來增加實驗室培養基所產生的纖維素，可以大規模產生。透過控制合成的方式，可以讓產生的細菌纖維素有特殊的性質。例如目前正在關注木質醋酸菌，因為其產生的細菌纖維素有特殊的力學特性，可以應用在生物技术、微生物学和材料科学上。
以往曾經將細菌纖維素限制在果凍樣食品nata de piña和椰果，這二者都是菲律賓食品產品。隨著合成以及分析細菌纖維素能力的進步，此材料已用在許多商業應用上，例如紡織、化妝品、食品以及醫療應用。目前已在細菌纖維素的應用上申請了許多專利，也有不少活躍的研究領域在設法讓細菌纖維素有較好的特性，並且將其用在新的領域中。